# William Alatalo
William Alatalo (Ilmajoki, 19 de abril de 2002) es un piloto de automovilismo finlandés.

## Carrera profesional

### Karting
Alatalo comenzó a practicar karting en 2009. Tuvo una exitosa carrera en el karting, ganando el Campeonato de Finlandia en las clases Cadet (2010), Raket (2014) y OKJ (2016).

### Fórmula STCC Nordic
En 2017, Alatalo hizo su debut en monoplaza en la Fórmula STCC Nordic con Kart In Club Driving Academy. Alatalo ganó una carrera en Anderstorp y terminó la temporada en quinto lugar con 142 puntos.

### Campeonato de Italia de Fórmula 4
Alatalo se mudó al Campeonato de Italia de Fórmula 4 en 2018, donde condujo durante dos años para Mücke Motorsport. Sus dos temporadas en Italia lo vieron ganar y otro podio en 42 carreras.

### Eurocopa de Fórmula Renault
En 2020, Alatalo compitió en la Eurocopa de Fórmula Renault para JD Motorsport. Consiguió dos podios y una pole position durante la temporada, terminando octavo en la clasificación con 92 puntos.

## Vida personal
Alatalo va a la escuela en Kuortaneen urheilulukio.

## Resultados

### Campeonato de Fórmula 3 de la FIA
(Clave) (negrita indica pole position) (cursiva indica vuelta rápida puntuable)

| Año  | Escudería         | 1   | 1   | 2   | 2   | 3   | 3   | 4   | 4   | 5   | 5   | 6   | 6   | 7   | 7   | 8   | 8   | 9   | 9   | Pos. | Puntos | Ref.  |
| ---- | ----------------- | --- | --- | --- | --- | --- | --- | --- | --- | --- | --- | --- | --- | --- | --- | --- | --- | --- | --- | ---- | ------ | ----- |
| 2022 | Jenzer Motorsport | SAK | SAK | IMO | IMO | BAR | BAR | SIL | SIL | SPI | SPI | BUD | BUD | SPA | SPA | ZAN | ZAN | MNZ | MNZ | 18.º | 24     | [ 1 ] |
| 2022 | Jenzer Motorsport | 11  | 9   | 15  | 10  | 15  | 12  | 19  | 16  | Ret | 8   | 16  | 16  | 6   | 7   | 30  | Ret | 14  | 7   | 18.º | 24     | [ 1 ] |